# ساشين كيدكار
ساشين كيدكار هو ممثل هندي، ولد في 14 مايو 1965 بمومباي في الهند.

## أعمال

### أفلام
- (2007) غورو
- (2016) روستم

## وصلات خارجية
- ساشين كيدكار على موقع IMDb (الإنجليزية)
- ساشين كيدكار على موقع قاعدة بيانات الفيلم (الإنجليزية)